# Gastrolobium callistachys
Gastrolobium callistachys är en ärtväxtart som beskrevs av Meissner. Gastrolobium callistachys ingår i släktet Gastrolobium och familjen ärtväxter. Inga underarter finns listade i Catalogue of Life.